# Secret of the Wings
Secret of the Wings és una pel·lícula d'animació estatunidenca en 3D de Disney del 2012, dirigida per Bobs Gannaway.

## Argument
Per a Campaneta i la resta de les fades de la temporada càlida, el Bosc de l'Hivern continua sent un lloc misteriós i prohibit, però farà un viatge a aquest món prohibit i hi descobrirà un secret màgic que canviarà la seva vida per sempre.

## Repartiment
- Mae Whitman: Tinker Bell
- Lucy Hale: Periwinkle
- Anjelica Huston: Reina Clarion
- Timothy Dalton: Lorde Milori
- Pamela Adlon: Vidia
- Lucy Liu: Silvermist
- Raven-Symoné: Iridessa
- Kristin Chenoweth: Rosetta
- Angela Bartys: Fawn
- Rob Paulsen: Bobble
- Jeff Bennett: Clank
- Jesse McCartney: Terence

## Crítica
Pablo O. Scholz, del diari Clarín, en fa fer un comentari masclista, afirmant que "té com a principals destinatàries les nenes de fins a 9 anys, aquesta edat en la qual encara un pot capbussar-se en un cinema amb tota la seva ingenuïtat." Natalia Trzenko, de La Nación, va afirmar que "el guió de la pel·lícula no va més enllà de la presentació del bosc i els seus personatges, una senzillesa que li treu vol però alhora resulta ideal per a espectadors més petits (...) Aquí no hi ha brivalls ni paròdies per fer riure els adults, es tracta d'un conte amb i de fades. No és poc." Santiago García, de Tiempo Argentino, va comentar que "poc té de nou per aportar la pel·lícula, malgrat el seu sempre interessant treball amb les diferents estacions de l'any. Destinats a patir-la mil vegades en el format casolà, ni el 3D no justifica l'haver de pagar una entrada de cinema."